# 南卡罗来纳州哥伦比亚一百五十周年半美元
南卡罗来纳州哥伦比亚一百五十周年半美元（英語：Columbia, South Carolina, Sesquicentennial half dollar）是亚伯拉罕·沃尔夫·戴维森设计、美國鑄幣局1936年生产的50美分纪念币，旨在纪念南卡罗来纳州首府迁至哥伦比亚150周年。
硬币正面刻有手持剑和天平的正义女神，身后左右分别是建于1790年的南卡罗来纳州老议会大厦和1903年落成的新议会大厦。背面中间是州徽上的菜棕，周围是代表十三殖民地或美利堅聯盟國的13颗五角星。
纪念币发行面临的反对声浪风起云涌，但哥伦比亚半美元授权法案在国会两院无人反对。美国美术委员会不认可戴维森的设计，一度要求更换设计师未果。硬币在1936年9月生产但没有马上投入市场，开卖后发行商严格控制销售手段，对钱币经销商囤积居奇转卖牟利制造障碍。半美元共发售2.5万枚，没有向铸币局退货熔毁。如今这款纪念币视成色而定，价值在数百美元范围。

## 背景
1718年，英国殖民者率先在今南卡罗来纳州哥伦比亚地界建造康加里堡（Fort Congaree）。美國獨立戰爭结束后，南卡罗来纳州议会担心州首府查尔斯顿难以抵抗海上敌军来袭，而且离开拓的农田太远。哥伦比亚是美国成立时间比较早的新市鎮，州议会1786年决定将首府迁至此地，并于1790年在该市老议会大厦首度会晤。但是，老议会大厦所在地天气潮湿，经常发生洪涝灾害，不适合存放重要的州政府文献。新议会大厦1856年开建，但因南北战争中断，1865年联邦军占领哥伦比亚后焚毁老议会大厦。内战结束后，南卡罗来纳州的议会大厦重建因资金不足进展缓慢，直到1903年才完工。
1954年前，美国纪念币不经政府销售，而是国会授权某组织独家拥有以面值从铸币局购买纪念币、此后自行决定是否加价公开发售的权力，新币由此进入二级市场。1936年初，所有早期纪念币的价值都已超过发行价，公众只需买下并持有纪念币就能轻松等待升值赚取利润，许多人因此开始收集硬币，并且尽量买到新发行的币种。受此影响，递交国会的纪念币发行授权法案大幅增加，许多币种只在地方有纪念价值。财政部强烈反对滥发纪念币，富兰克林·德拉诺·罗斯福总统1935年还呼吁国会不要再通过此类法案，但于事无补。根据国会授权法案，哥伦比亚市长劳伦斯·欧文斯（Lawrence B. Owens）需组建至少由三人组成的委员会负责半美元发行。

## 立法
哥伦比亚150周年委员会负责推动纪念币发行。1935年6月17日，南卡罗来纳州联邦众议员汉普顿·富尔默（Hampton P. Fulmer）在众议院递交哥伦比亚半美元授权法案，法案随即转交铸币与度量衡委员会审核。1936年2月17日，委员会委员、纽约州议员安德鲁·萨默斯（Andrew Somers）回报议会建议修订法案后再通过，建议修改项包括：授权发行量由一万提升到2.5万，原法案授权哥伦比亚市长以面值购买新币，建议改成市长任命至少三人组建委员会负责。
1936年2月24日，富尔默提请众议院审议法案。纽约州议员贝特朗·斯内尔（Bertrand Snell）询问法案是否经铸币与度量衡委员会审核，富尔默给予肯定并表示硬币已经投产，希望赶上哥伦比亚三月的庆祝活动。斯内尔表示曾因纽约州公民要求建议发行同类硬币，但却得知有违财政部政策。密歇根州议员杰西·沃尔科特（Jesse P. Wolcott）也称，曾与该州其他议员提出为密歇根州加入联邦100周年发行硬币，但同样因财政部反对、总统威胁否决法案未能通过。伊利诺伊州议员托马斯·奥布赖恩（Thomas J. O'Brien）要求按常规议程表决法案，修改后的法案顺利通过，无人反对或提出其他意见。
法案送参议院后转银行与货币委员会审议，南卡罗来纳州议员詹姆斯·弗朗西斯·伯恩斯3月3日回报建议微调遣词造句，强调半美元旨在纪念南卡罗来纳州首府迁至哥伦比亚150周年，而非建市150周年。参议院随后通过修订的法案，没有人提出异议。两院通过的法案不完全相同，所以众议院需要再审参议院版本，3月5日，众议院同意富尔默的提议接受参议院修订。法案授权发行2.5万枚半美元，1936年3月18日经罗斯福总统签字成为法律正式生效。

## 准备

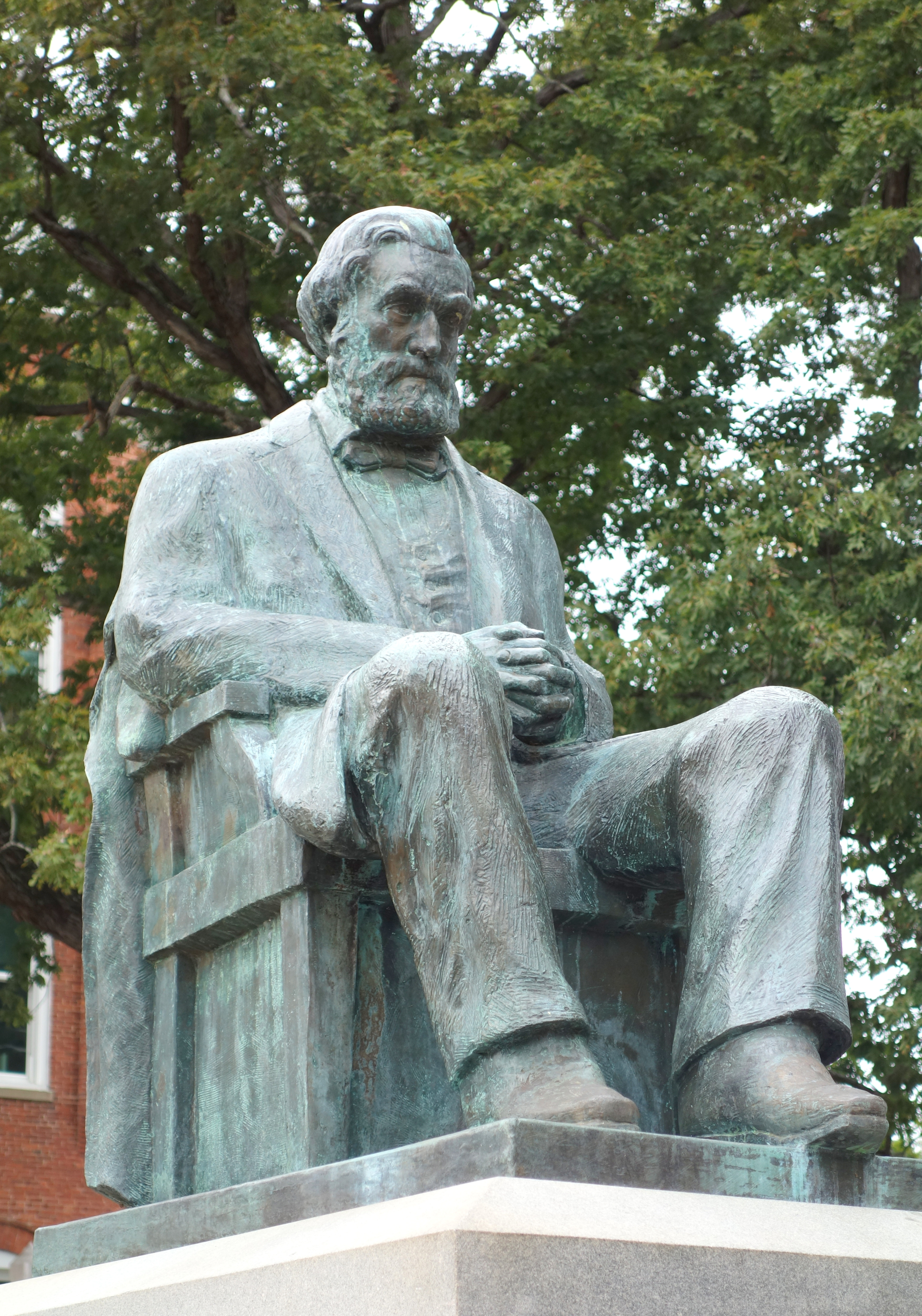
戴维森创作的托马斯·格林·克莱姆森像

哥伦比亚150周年委员会邀请32岁的克莱门森大学雕塑家亚伯拉罕·沃尔夫·戴维森（Abraham Wolfe Davidson）设计半美元。戴维森是俄裔犹太移民，他和克莱门森大学管理人员达成协议，为创办该校的托马斯·格林·克莱姆森（Thomas Green Clemson）制作雕像换取食宿和学费。1921年，沃伦·盖玛利尔·哈定总统发布行政命令，授权美国美术委员会为包括硬币在内的公共美术品提供设计建议。1936年5月25日，美国铸币局局长内莉·泰洛·罗斯把克莱姆森制作的石膏模型发给美术委员会。她认为戴维森的设计“不尽人意”、“缺乏艺术价值”，还有肉眼可见的缺陷，征求委员会意见。委员会主席查尔斯·摩尔（Charles Moore）在6月1日回信认可罗斯的看法，建议150周年委员会另聘经验丰富的奖章设计师。但正如埃里克·布拉德斯（Eric Brothers）在《钱币学家》（The Numismatist）杂志刊文所述：“150周年委员会拒绝让步，戴维森就是克莱门森大学的天才宠儿”。
6月13日，罗斯把石膏模型回寄戴维森，同时致信告知150周年委员会主席詹姆斯·哈蒙德（James Hammond）模型已经退回，并附铸造模具的技术要求。美术委员会委员、雕塑家李·劳列（Lee Lawrie）指导戴维森调整模具，正面的正义女神改得不至太显“卑微”，背面的菜棕改得更加理想化。美术委员会7月22日认可新模型，财政部长亨利·摩根索随后批准。

## 设计

南卡罗来纳州徽与哥伦比亚半美元一样包含菜棕图案

南卡罗来纳州哥伦比亚一百五十周年半美元正面是手持剑和天平的正义女神，但不包含大部分自由女神美术品的眼罩。她身后左右两边分别是南卡罗来纳州老、新议会大厦，大厦下方分别是年份“1786”和“1936”。丹佛铸币局和旧金山铸币局生产的硬币在自由女神下方分别有铸币标记或，费城铸币局生产的没有。女神左侧还有（“自由”）字样，图案外沿由（“南卡罗来纳州首府哥伦比亚一百五十周年庆典”）字样包围。
背面中间是南卡罗来纳州的象征菜棕，树底用宽丝带绑着圣安得烈十字形状的箭头，意指菜棕在革命战争期间的军事作用。1776年6月28日，英国海军舰队企图侵占查尔斯顿港（Charleston Harbor）莫尔特里堡（Fort Moultrie）。沙利文岛之战期间，英军舰只炮火猛烈，但莫尔特里堡采用柔软的菜棕木材建造，足以承受强烈攻势，美方仅12人阵亡，反击火力打死的英军数以百计，背面菜棕树底破碎的橡树枝就代表英国橡木船。小阿利·斯拉伯（Arlie Slabaugh Jr.）的纪念币著作对此表示：“1776年，南卡罗来纳人证明菜棕比老英格兰的橡木更好，所以硬币上的菜棕凌驾橡木之上”。菜棕周围的13颗五角星估计代表十三殖民地，但也可能代表美利堅聯盟國。菜棕上方和右侧分别是法律规定硬币必须包含的格言（“合众为一”）和（“我们信仰上帝”），四周是发行国名（“美利坚合众国”）与面值（“半美元”）字样环绕。
2012年卡尔·斯坦（Carl Stang）的文章指出，哥伦比亚半美元“不论成色如何都很好看”。钱币学作家昆汀·戴维·鲍尔斯（Q. David Bowers）也表示：“（哥伦比亚）半美元美在简洁，钱币学家一向直言不讳，但很少有人批评这款硬币”。美术史学家科尼利厄斯·弗缪尔（Cornelius Vermeule）的美国硬币和奖章专著写道：“硬币正面寓言和背面象征关联不大，文字风格也不同，一面更加紧密，另一面分散且不规则”。在他看来，纪念币正面“比例不合理”，背面“无趣，让人想到19世纪西班牙殖民时期的原始风格，或南美洲新独立国家的大额银币，但又没有那些八角形币种的自然美感。哥伦比亚半美元无疑还缺乏螺旋压力机制币产生的粗旷感。”

## 发行和收藏
1936年3月22至29日，哥伦比亚举办周年庆典。5月30日，参议员伯恩斯应哈蒙德请求联系局长罗斯，要求半美元在全部三家铸币分局生产，如果实在做不到就在部分硬币上标示1936年，部分1937年。参议院银行与货币小组委员会曾在3月11日召集听证，证词表明部分发行商利用不同铸币局和年份出产纪念币人为制作大量品种，导致收藏爱好者集齐套装的成本直线上升。但是，仅一周后生效的哥伦比亚半美元法案依然允许硬币在不同铸币分局生产。1936年9月下旬，费城、丹佛和旧金山铸币局分别生产9007、8009和8007枚哥伦比亚半美元，其中尾数均由铸币局保留，等待1937年美国化验委员会的年度检测。哥伦比亚半美元是联邦政府1936年授权发行的第一款新纪念币，但生产时间却是最晚。硬币没有马上发售，但已开始接受订购，单价2.15美元，三枚套装6.45美元。1936年10月19日，纪念币订购量已超1.5万枚，估计和钱币经销商的需求量差不多。硬币到12月初仍未发售，引发钱币学界非议。

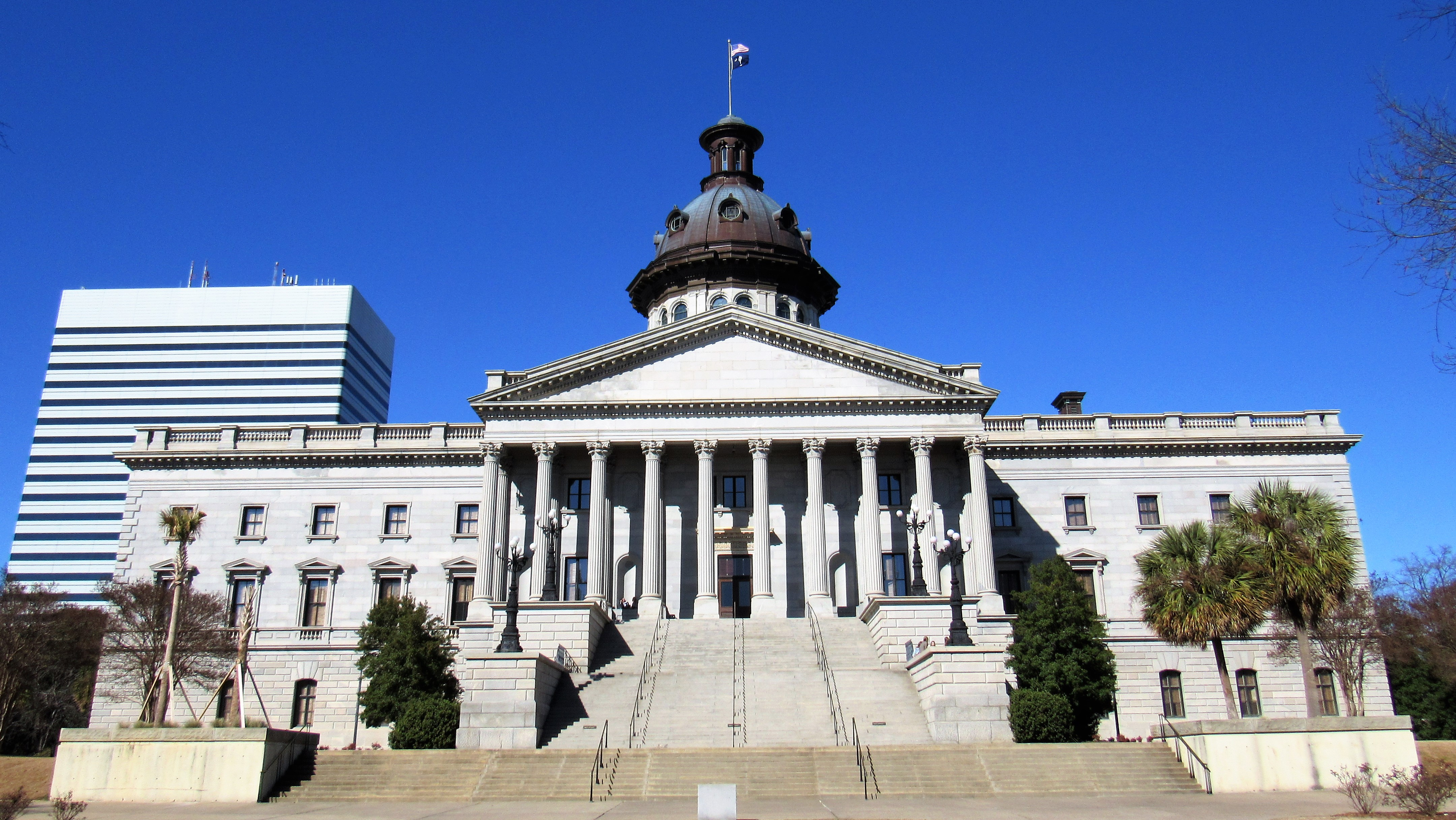
南卡羅來納州議會大廈

为确保公平，发行商只接受小额订单，前24小时仅向哥伦比亚市民出售，此后只提供邮购。当地居民可以两美元单价购买，经销商无法大量收购，所以销售广告上连价格都标不出来。大卫·布洛瓦（David Bullowa）1938年的纪念币专著指出：“（150周年）委员会非常公平地销售，基本没人能批量购买，通过一切手段公平对待收藏爱好者，防止投机分子像过去大部分纪念币那样操纵公开市场套装价格”。购买单枚或一套的订单基本得到满足，另有少量套装留作他用，如1937年2月送给罗斯福总统的礼物，还有放进時間囊、计划1986年取出的六套，这六套重见天日后均以每套数千美元价格卖出。
1940年，二级市场的哥伦比亚半美元三枚套装要价约六美元，1950年已升至十美元，1965年一百美元。1980年套装价一度涨至1750美元，但在此后回落。根据理查德·约曼（Richard S. Yeoman）2020年豪华版《美国钱币指南手册》（A Guide Book of United States Coins）记载，南卡罗来纳州哥伦比亚一百五十周年半美元套装视成色而定，价格在540至900美元范围，单枚价格大概是套装三分之一。2019年，成色接近完美的1936年丹佛铸币局版（1936-）以15863美元高价成交。

## 脚注
1. 1 2 3 4 5 6  Yeoman，第1100页
2. 1 2 3  Flynn，第353页
3. ↑  Crowell & 1923，第121页
4. 1 2 3  Slabaugh，第133页
5. 1 2 3  Flynn，第78页
6. ↑  Stang，第57–58页
7. ↑  Bowers，第62–63页
8. ↑  United States Senate Committee on Banking and Currency & 1947，第36–38页
9. ↑  Mayors of Columbia.
10. 1 2 3  Silver Commemoratives.
11. ↑  H.R. 8886.
12. ↑  79 Cong. Rec.
13. ↑  act to authorize.
14. ↑  1936 Congressional Record, Vol. 82, Page 2680 (1936-02-25)
15. ↑  1936 Congressional Record, Vol. 82, Page 3100 (1936-03-03)
16. ↑  1936 Congressional Record, Vol. 82, Page 3337 (1936-03-05)
17. 1 2 3  1936 Columbia Sesquicentennial Half Dollar.
18. 1 2  Brothers.
19. ↑  Taxay，第v–vi页
20. ↑  Taxay，第179页
21. 1 2  Flynn，第268页
22. 1 2  Flynn，第268–269页
23. ↑  Taxay，第181页
24. ↑  Swiatek，第321–322页
25. 1 2  Swiatek & Breen，第53页
26. ↑  Swiatek，第322页
27. ↑  Stang，第59页
28. 1 2  Bowers，第344页
29. 1 2  Vermeule，第200页
30. ↑  Bowers，第210–211页
31. ↑  Bowers，第343–344页
32. ↑  Flynn，第77页
33. ↑  Slabaugh，第132页
34. ↑  Bullowa，第132页
35. ↑  Bowers，第344–345页
36. ↑  Bowers，第346页
37. ↑  Ferguson 2020.